# Phelsuma nigristriata
Espèce
Statut de conservation UICN

 VU D2 : Vulnérable
Statut CITES
Phelsuma nigristriata est une espèce de geckos de la famille des Gekkonidae.

## Répartition
Cette espèce est endémique de Mayotte.

## Description

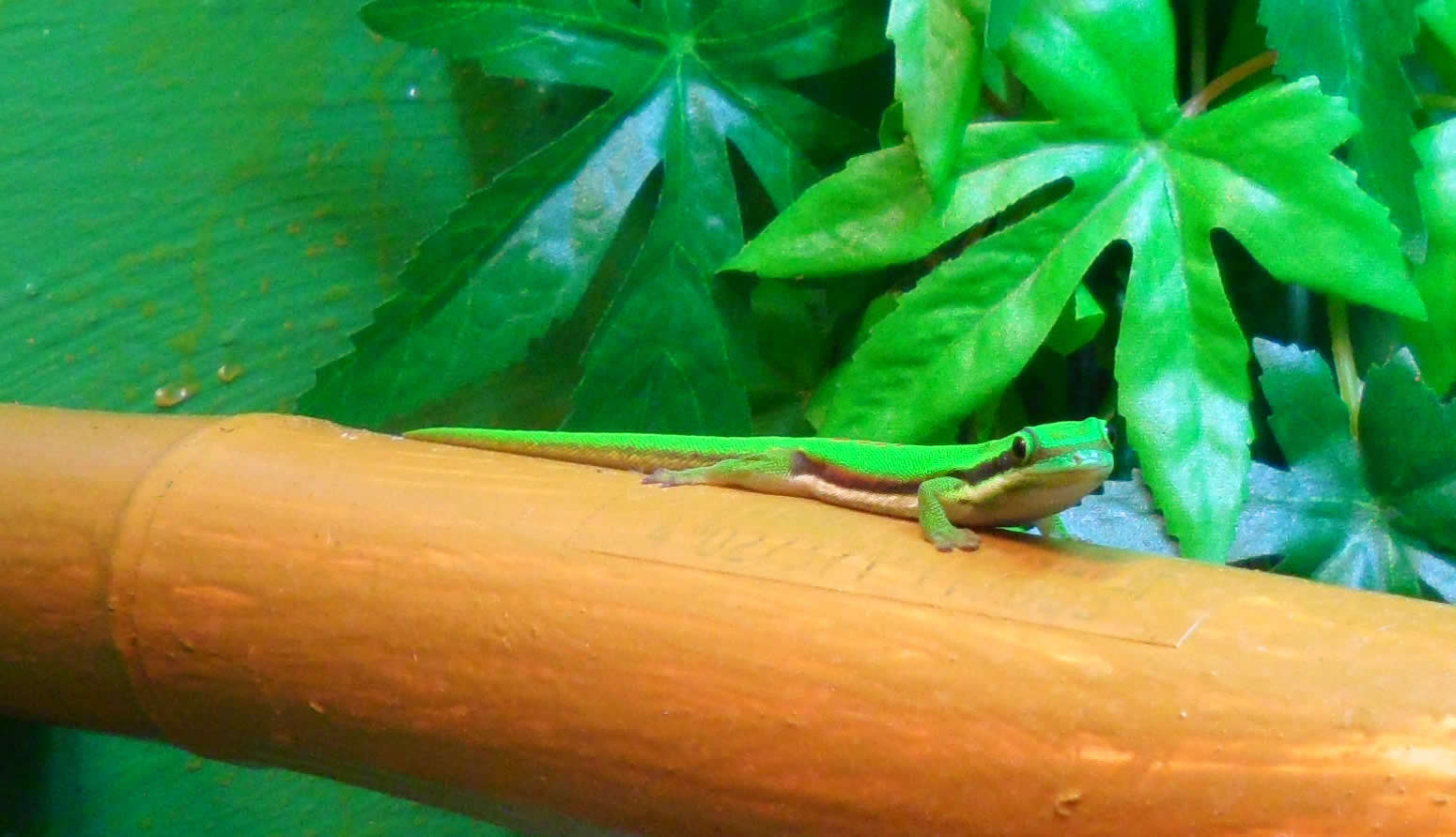
Phelsuma nigristriata

C'est un gecko diurne et arboricole qui a un aspect longiligne. Le dessus est vert de la queue à la tête. Le dessous est blanc. Entre les deux, une ligne noir remonte jusqu'au niveau des yeux.

## Étymologie
Le nom de cette espèce (nigristriata) signifie à bandes noires (nigris, noir et striata, strie, bande, rayure).

## Publication originale
- Meier, 1984 : Zwei neue Formen der Gattung Phelsuma von den Komoren (Sauria: Gekkonidae). Salamandra, vol. 20, n. 1, p. 32-38.